# Астраханская сельдь
Астраханская сельдь — общее название нескольких промысловых видов сельди, которые в конце XIX — начале XX века ловились в реке Волге, а также изготовляемого из них на астраханских промыслах продукта — солёной рыбы.

## Виды
Главная масса ловимой сельди, шедшей в производство, принадлежит к видам: Alosa caspia (каспийская сельдь), Alosa kessleri (черноспинка, сельдь Кесслера), Alosa saposchnikowii (большеглазый пузанок), Alosa volgensis (волжская сельдь).
Каспийский пузанок характеризуется следующими признаками: тело сильно сжато с боков, широкое, контур брюха дугообразно выгнут. Нижняя челюсть с едва заметным бугорком посредине почти не выдаётся вперёд. Высота головы составляет около 4/5 длины её. Жаберная крышка трапециевидная с веерообразными бороздками на крышечной кости. На межчелюстных и верхнечелюстных костях очень мелкие зубки, нижняя же челюсть без зубов. Жаберные тычинки длинные, тонкие, гладкие и тесно сидящие. Кожа нежная, оливкового цвета, по бокам с чёрными точками; одна, более крупная, почти всегда находится позади жаберной щели. Достигает длины до 51 см и до 400 г весом.
У черноспинки тело толстое, заметно вальковатое, с особенно удлинённой хвостовой частью, в большинстве случаев несколько пригнутой вниз. Нижняя челюсть с небольшим бугорком, несколько выдаётся вперёд при раскрытом рте. Высота головы составляет 7/9 её длины. Жаберные крышки округлённые с малозаметными веерообразными бороздками на крышечной части. На межчелюстных, верхне- и нижнечелюстных костях находятся зубы, всегда заметные. Жаберные тычинки толстые, неровные и как бы изъедены. Эта сельдь достигает 60 см длины, вообще крупнее пузанка и составляет главную массу отборно крупной сельди, известной в товарной классификации под именем «залома».

## Промысел
До 1860-х годов волжская сельдь, известная тогда в народе под названием «бешенка», не употреблялась в пищу, её считали «нечистой», шла она исключительно на жиротопление.
Лишь с конца 1860-х годов начали заниматься заготовлением её впрок посредством посола, причём была выработана особая техника посола, отличная от заграничных способов соления морской сельди — посол в особых помещениях, называемых «выходами».
Лов рыбы производился главным образом в реке Волге, куда сельдь входит для икрометания. Общий улов сельди в Волге определялся в конце 1880-х годах в 300 миллионов штук, но уже в 1890-х годах он снизился всего до 60 млн штук, причём значительный процент рыбы стал приходиться на море, где лов стал с каждым годом расти и развиваться, особенно вблизи Петровска и Долгого острова.
Причину значительного уменьшения залова этой ценной рыбы одни видели в загрязнении Волги нефтью, другие в том, что сельдь, благодаря усиленному хищническому лову в низовьях Волги и самых устьях, из года в год не допускалась до икрометания, что, вместе с усилением средств лова, неминуемо повело за собой уменьшение запаса этой рыбы.
Главным центром торговли астраханской сельдью являлся город Царицын, где было устроено громадное количество складов для сельди, откуда она развозилась во все концы России. Сначала астраханская сельдь была очень популярна в народе, но с уменьшением заловов она поднялась в 4-5 раз в цене и стала недоступной низшему классу. С упадком сельдяного лова в сильной степени сократилась деятельность астраханских промыслов.

### Технология
Выход представлял собой наполовину врытое в землю, наполовину построенное над землёй помещение, обращённое дверьми к реке, боковые стены которого представляли помещение для льда шириной около 3 м, внутреннее же помещение предназначалось для посола рыбы. Здесь устраивались два или три ряда глубоких ящиков (ларей), или же устанавливались чаны, в которые впересыпку с солью сельдь укладывалась для посола без предварительного потрошения, то есть, не вынимая внутренностей. Выхода вмещали 1 млн штук и более сельди. Пролежав в рассоле 12—14 дней, сельдь выгружалась и помещалась в бочки, называемые полуторками и четвёртушками. В первых помещалось сельди залома 100—150 рыб, рядовой 270—350 штук; во вторые сельди средней величины 186—250, мелкой 250—400. Бочки, заполненные рыбой, заливались рассолом и в таком виде поступали на рынок.